# Дворац Сен Клу
Дворац Сен Клу (фр. Château de Saint-Cloud) је некадашња палата у Француској на видиковцу изнад Сене у месту Сен Клу (департман Сенски висови), око 10 километара западно од Париза. Налазио се склопу великог парка (парк Сен Клу) који је данас на периферији француске престонице. Парк је у државном власништву. Дворац Сен Клу је имао значајну улогу у историји Француске. 
Дворац је проширио Филип I, војвода Орлеански у 17ом веку. Коначне димензије достигао је 1780-их по налогу Марије Антоанете. У њему су становали цареви Наполеон I и Наполеон III, после чега је дворац уништен 1870. током Француско-пруског рата.
Архитекти дворца су били: Антоан ле Потр, Жан Жирар, Жил Арден Мансар и Ришар Мике. Изграђен је у стилу класицизма и француског барока. 

## Историја
Банкарска породица Гонди је у 16. веку проширила Отел д Олнеј (Hôtel d'Aulnay) у дворац. Ова породица је пореклом из Фиренце, пословала је у Лиону, а у Француску је стигла 1543. у пратњи Катарине Медичи. Првобитну грађевину је добила од краљице. 
Главна фасада била је окренута југу. Из павиљона се пружао леп поглед на реку Сену. Краљ Анри III је одавде руководио опсадом Париза, и ту је убијен у атентату 1589. 
Дана 8. октобра 1658, тадашњи власник дворца организовао је луксузни банкет у дворцу Сен Клу у част младог Луја XIV, његовог брата, Филипа, војводу Орлеанског, њихову мајку Ану Аустријску и кардинала Мазарена. Две недеље касније Филип је купио дворац и парк за 240.000 ливри. 
Филип је дограђивао Сан Клу до своје смрти 1701. Радовима је руководио Антоан ле Потр. Крила дворца изграђена су 1677. Током година у изградњу је укупно уложено 156.000 ливри.
Дворац Сен Клу купио је 1785. Луј XVI за Марију Антоанету, која је била убеђена да ће ваздух Сен Клуа бити добар за њену децу. Војвода од Орлеана, Луј Филип, продао га је за 6.000.000 ливри.
Омиљени архитект Марије Антоанете Ришар Мике је у периоду 1787-1788. доградио грађевину у централном делу и на десном крилу. До саме Револуције у дворац је стизао новоизрађени луксузан позлаћен намештај. Револуционари су испразнили дворац и прогласили га националним добром. 
Наполеон Бонапарта је овде проглашен за француског императора 18. маја 1804. Главне резиденције породице Бонапарта биле су дворац Сен Клу и палата Тиљерије у Паризу. 
Пруска војска је заузела дворац Сен Клу 1814. и постоји легенда да су у царском купатилу затекли слику Албрехта Алтдорфера „Битка код Иса“. 
Наполеон III се прогласио за цара у Сен Клуу 1. децембра 1852. Он и царица Евгенија су овде боравили у пролеће и јесен. Ту је Наполеон III прогласио рат против Пруске 28. јула 1870. Пруске снаге су из дворишта Сен Клуа бомбардовале Париз за време Опсаде Париза, а узвратна ватра је погодила и запалила дворац 13. октобра 1870. Царица Евгенија је, срећом, уклонила намештај још у време објаве рата. Остаци грађевине уклоњени су 1891. 
Данас је од парка дворца је преостао део величине 460 хектара.